# Eloy Fritsch
Eloy F. Fritsch est un musicien (claviériste),  et compositeur brésilien né en 1968.

## Biographie
Avec le groupe Apocalypse, Eloy Fritsch a enregistré les CD suivants : Apocalypse (Acit, Brésil, 1990), Perto Do Amanhecer (Musea, France, 1995), Aurora Dos Sonhos (Musea, France, 1996), Lendas Encantadas (Musea, France, 1997), The Best Of Apocalypse (Atração, Brésil, 1998) et Apocalypse Live in USA (Rock Symphony, Brésil, 2000). La majeure partie d'entre eux furent composés entre 1993 et 1994. 
Son premier travail électronique fut très influencé par les films de science-fiction tels que 2001, l'odyssée de l'espace, Star Wars, Galactica et Star Trek. Sa passion pour l'espace se ressent vraiment dans sa musique. Le sentiment du compositeur par rapport à la possibilité de ne pas être seul dans l'univers, le fait de ne pas comprendre notre existence, notre peu de connaissance sur le cosmos et les surprises qui nous attendent dans le futur, tout cela est transformé en musique. Ce feeling allié aux ressources technologiques des séquenceurs et des claviers ont motivé encore plus l'accomplissement de ses premières compositions électroniques.
En 1997 il installe son propre studio d'enregistrement avec plusieurs claviers, parmi lesquels l'Ensoniq Mr-76 et le Roland Jp-8000. Après l'enregistrement des CD Aurora Dos Sonhos et Lendas Encantadas, le groupe Apocalypse s'est consacrée principalement à la réalisation du Best Of Apocalypse (réalisé à Rio de Janeiro et Porto Alegre). Fritsch s'est alors plus consacré aux compositions électroniques sur ordinateur. En 1997, le CD Behind The Walls Of Imagination fut beaucoup influencé par des joueurs de clavier des années 70. À la différence de Dreams, l'album de 1997 se rapproche plus du Rock progressif que la musique New Age, créant des climats qui portent l'auditeur vers d'autres horizons. Les éloges innombrables reçues pour ce CD ont motivé le compositeur pour enregistrer de nouvelles chansons. Eloy Fritsch signa un contrat avec Musea pour lancer l'album Space Music sur le sous-label musique électronique Dreaming. 
En 1999 il crée le laboratoire de musique Electroacoustic à l'institut des arts à l'UFRGS, le plus grand laboratoire de musique électronique du sud du Brésil, avec un grand nombre d'ordinateurs, de claviers, de logiciels de musique et de systèmes d'enregistrement. Toujours en 1999, le groupe Apocalypse fut mis en évidence au ProgDay99 aux États-Unis, où Fritsch fut décrété comme meilleur joueur de clavier du festival. Le concert leur permit de réaliser un double album appelé "Live in USA" sous le label Rock Symphony de Rio de Janeiro.
La même compagnie de musique signe également avec Eloy Fritsch pour éditer le CD CyberSpace. Dans le courant de l'année 2000, il acquiert le synthétiseur modulaire Roland System-700 Laboratory. Celui-ci sera employé à l'université et dans des représentations du groupe Apocalypse à Porto Alegre. Le CD Cyberspace sort en juillet 2000. 
Eloy Fritsch réalise l'album Mythology en décembre 2001. La musique mélange les textures orchestrales et l'électronique dans la continuité des précédents CD Space Music et Cyberspace. Avec la sortie de cet album, Eloy Fritsch devient le plus grand représentant brésilien de la musique progressive électronique et New Age.
En 2012, il a sorti le dixième CD de carrière intitulé Exogenesis contenant la suite électronique du même nom en 4 mouvements inspirés par la genèse de l'Univers.Rejoignant le symphonique et l'électronique, sans oublier les instruments ethniques, le compositeur New Age utilise la haute technologie au service des émotions. Les images du CD ont été créées par des artistes européens spécialisés dans les illustrations de science-fiction Maciej Rebisz et Mirek Drozd et se réfèrent à la création du cosmos et à l'existence d'autres formes de vie.
En 2014, il a sorti l'album Spiritual Energy, qui comprend des bandes sonores pour le cinéma, la vidéo et le théâtre. En plus des morceaux, le compositeur présente d'autres compositions totalisant 17 thèmes mettant l'accent sur des mélodies exécutées dans des claviers électroniques et des textures orchestrales allant de moments épiques à des passages instrumentaux doux. Les images de l'album sont à nouveau responsables de Maciej Rebisz. En 2017 est sorti l'album Sailing to the Edge où le style prédominant est le rock progressif instrumental .

## Discographie

### Discographie Apocalypse
- Apocalypse (1991)
- Perto Do Amanhecer (1995)
- Aurora Dos Sonhos (1996)
- Lendas Encantadas (1997)
- The Best Of Apocalypse (1998, Compilation)
- Live In USA (2001, Live)
- Refugio (2003)
- Magic (2004)
- Magic Spells (2006)
- DVD The 25th Anniversary Concert (2006)
- 2012 Light Years from Home (2011)
- The 25th Anniversary Box Set (2011)
- DVD The Bridge of Light (2013)

### Discographie Musique électronique
- Dreams (1996)
- Behind the Walls Of Imagination (1997)
- Space Music (1999)
- Cyberspace (2000)
- Mythology (2001)
- Atmosphere - Electronic Suite (2003)
- Landscapes (2005)
- Past and Future Sounds - 1996-2006 (2006)
- The Garden of Emotions(album)|The Garden of Emotions (2009)
- Exogenesis (2012)
- Spiritual Energy (2014)
- Sailing to the Edge (2017)
- Moment in Paradise (2020)
- Cosmic Light (2021)
- Epic Synthesizer Music Vol.1 (2023)
- Epic Synthesizer Music Vol.2 (2023)

## Compilations
- Planeta Nova Era Vol. 7 (1997) Track: Lake of Peace Movement 1 and 2
- Planeta Nova Era Vol. 13 (1999) Track: Cosmic Winds
- Planeta Nova Era Vol. 14 (1999) Track: Starlight
- Margen - Music from the Edge Vol. 6 (2002)- Track: Ionosphere
- Edition #5 (2005) Track: The Garden of Emotions Suite
- Brasil Instrumental 2006 (2006) Track: The Garden of Emotions Suite
- Compact Mellotron 34 (2006) Track: Andromeda
- Edition #13 (2006) Track: Shiva
- Edition #14 (2006) Track: Atlantis
- Edition #15 (2006) Track: Andromeda
- Brazilian Electroacoustic Music Compilation (2009) Track: Synthetic Horizon
- Schwingungen Radio auf CD - Edition Nr.210 11/12. (2012) Track: Moonwalk
- Schwingungen Radio auf CD - Edition Nr.290 07/19. (2019) Track: Mermaids Island
- Schwingungen Radio auf CD - Edition Nr.308 01/21. (2021) Track: Spacetime

## Eloy Fritsch - Synthétiseurs
Eloy Fritsch a utilisé de nombreux synthétiseurs :
- Minimoog
- Roland JD-800
- Roland JP-8000
- Roland JP-8080
- Roland Juno-106
- Roland JX-3P
- Roland System-700
- Roland Roland AX-1
- Roland VK-8
- Casio CZ-5000
- Casio AZ-1
- Korg MS-10
- Korg 01/W
- Korg M1
- Korg Polysix
- Korg Delta
- Korg Triton
- Korg MS2000R
- Yamaha SY-77
- Yamaha DX-21
- Clavia Nord Modular
- Kurzweil K-2600
- Ensoniq MR-76
- Digitech Vocalist
- AKAI S-5000